# Provincia Burgos
Burgos este o provincie în Spania, în comunitatea autonomă Castilia-Leon. Capitala sa este Burgos.

## Localități

Diviziunile Provinciei Burgos

- Aranda de Duero
- Miranda de Ebro
- Villatuelda